# Zářící
Zářící (anglicky „The Shining Ones“) je krátká vědeckofantastická povídka britského spisovatele Arthura C. Clarka z roku 1962.
Námětem povídky je podmořské setkání s inteligentními hlavonožci – gigantickými zářícími kalmary, kteří spolu dokážou komunikovat pomocí obrazců na povrchu svých těl.
Česky vyšla povídka ve sbírce Směr času (Polaris, 2002) v překladu Josefa Hořejšího.

## Postavy
- Michail Gončarov – ruský obchodní atašé
- Dimitrij Karpuchin – politický poradce projektu hydrotermální elektrárny
- Klaus Müller – hlubinný technik
- Lev Shapiro – ruský šéfinženýr
- Joe Watkins – žurnalista časopisu Time

## Příběh
Klaus Müller, hlubinný technik švýcarské firmy, která se specializuje na montáž ve velkých hloubkách (trochu paradox vzhledem k tomu, že Švýcarsko nemá moře) zodpovídal za instalaci hlubinného roštu pro hydrotermální elektrárnu u pobřeží Srí Lanky. Zakázku získal Sovětský svaz, jenž si pro práci v hloubkách přizval právě specializovanou firmu ze Švýcarska.
Ruský obchodní atašé telefonuje Klausi Müllerovi, že je něco v nepořádku. Elektrárna má výpadek a problém je někde na roštu v hloubce. Müller přilétá na Srí Lanku a spouští se v batyskafu zkontrolovat zařízení. Zjišťuje, že rošt je poničený, odmontuje jej tedy a vynořuje se na hladinu. Politický přidělenec Dimitrij Karpuchin se domnívá, že jde o sabotáž. Ačkoli tomu nikdo ze zainteresovaných nevěří, Karpuchin není příliš daleko od pravdy.
Elektrárna je v centru zájmu médií a jedním z novinářů, který nemůže chybět je Joe Watkins. Joe se zná s Klausem a odpoledne se schází u oběda. Klaus nemůže prozradit pravý účel své mise, ačkoli americký žurnalista tuší nějaké svízele. Referuje svému příteli o obřích hlavonožcích - kalmarech, kteří byli v minulosti zaregistrování v těchto vodách. Hlubinný technik mu příliš nevěří.
Další den se Klaus spustí dolů, aby nainstaloval nový rošt. Vše funguje, jak má. Karpuchin má podezření, že někdo z roštu část odstranil a odnesl a požaduje ještě jeden sestup pod hladinu (konstrukce roštu je totiž utajovanou ruskou technologií). Když se Klaus Müller dostane blízko k roštu, zaregistruje u něj dva kalmary. Oba podivně září a nejen to, dokážou spolu komunikovat barevnými obrazci na svém těle. Byli to tito inteligentní hlavonožci, kteří se zajímali o podmořský rošt. Když Klaus provádí montáž velkého reflektoru pro jejich zaplašení, odvysílá zprávu o neuvěřitelné velikosti jednoho z nich, než se nadobro odmlčí.
| „                           | Na hlubokomořských operacích není nic vzrušujícího ani okouzlujícího - pokud jde všechno, jak má. Vzrušení znamená nedostatek předvídavosti a to je příznak neschopnosti. | “ |
| — Arthur C. Clarke – Zářící | |   |

## Poznámka
V povídce je zmíněn román Bílá velryba amerického spisovatele Hermana Melvilla.